# Camajuaní I
Camajuaní I (o Camajuaní Uno) es un consejo popular en Camajuaní, Cuba. Junto con Camajuani II tienen una población de 21 700 habitantes.

## Geografía
El consejo popular limita con Camajuaní II, Sabana, José María Pérez y Vega de Palma.